# 満期 (金融)
満期日（まんきび）または償還日（しょうかんび）とは、金融において債券や定期預金、ローンやその他の金融商品において、元本（および残存するすべての利息）の最終的な支払期日を指す。

## 概要
ほとんどの金融商品には、その金融商品が満期を迎える特定の日である固定満期日がある。このような金融商品には、固定金利や変動金利のローンや負債性金融商品、および償還可能な優先株式などの他の形態の証券が含まれるが、それらの発行条件には満期日が指定されている。
満期日が決まっておらず、ある時点で借り手と貸し手の間で返済が合意されない限り無期限に継続する商品もあり、「永久株」と呼ばれることもある。満期日の範囲が決まっている商品もあり、そのような株式は通常、借り手が選択したその範囲内でいつでも返済できる。

## 連続償還債券
金融商品の中には、満期日の範囲が決まっているものがあり、そのような銘柄は通常、借り手が選択したその範囲内でいつでも返済することができる。 連続満期（英: serial maturity）とは、債券がすべて同時に発行されるが、異なるクラスに分けられ、償還日がずれている場合をいう。 
金融専門誌では、「満期」という用語は、証券そのものの略語として使われることがある。例えば、今日の市場では、「10年満期の利回りが上昇した」ということは、10年後に満期を迎える債券の価格が下落し、その結果、それらの債券の償還利回りが上昇したということを意味する。